# Alnitak
Alnitak (Dseta Orionis / ζ Ori / 50 Ori) es un sistema estelar situado en la constelación de Orión. Forma parte del llamado cinturón de Orión junto a Mintaka (δ Orionis) y Alnilam (ε Orionis) y con ellas forma el grupo conocido como «las tres Marías», siendo Alnitak la estrella situada más al sur. Su nombre proviene del árabe النطاق An-niṭāq y significa «faja». Aunque inicialmente se pensaba que se encontraba a unos 1500 años luz del sistema solar, la medida de su paralaje por el satélite Hipparcos dio como resultado una distancia de solo unos 1260 años luz.

## Características físicas

Tamaños comparativos de Alnitak y el Sol.

Alnitak es un sistema estelar triple, cuyas componentes principales están separadas 2.1 segundos de arco. La estrella principal del sistema, Alnitak A, es a su vez una estrella binaria, carácter recién descubierto en 1998. La componente principal, Alnitak Aa, es una supergigante azul de tipo espectral O9.5Ib y magnitud aparente +1.89, la más brillante en el cielo de este tipo espectral. Alnitak Ab, 2 magnitudes más tenue, es igualmente una estrella de tipo O, aunque de secuencia principal.
Alnitak Aa es una estrella muy caliente con una temperatura efectiva de 29 500 ± 1000 K, 10 000 veces más luminosa que el Sol en el espectro visible, aunque si se considera la importante cantidad de radiación ultravioleta que emite, su luminosidad es 100 000 mayor que la solar. Su masa se estima en unas veinte masas solares. Alnitak es una fuente de rayos X provenientes del fuerte viento estelar que sopla a casi 2000 km/s desde su superficie. Con una edad de apenas seis millones de años, en su núcleo la fusión del hidrógeno ha finalizado y avanza en su evolución para convertirse en una supergigante roja, posteriormente explotar como supernova y, en última instancia, concluir como estrella de neutrones. 
Alnitak B es también una estrella masiva de tipo espectral B2III y magnitud +3.72. Completa una vuelta alrededor del par interior cada 1500 años.